# Bab al-Amer
Bab al-Amer (en árabe: باب الأمر‎, lit. 'puerta del orden') es una de las puertas históricas de la ciudad de Fez, Marruecos. Era la entrada suroeste de Fes Jdid, la ciudad real fundada en 1276 por los meriníes al oeste de Fes el Bali.

## Historia

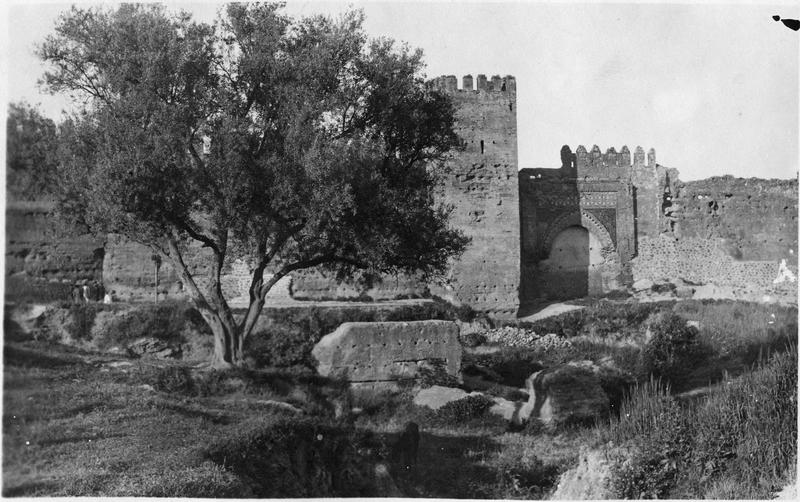
Restos de Bab al-Amer en 1916 (a la derecha del árbol)

Fes Jdid fue fundada como ciudad administrativa fortificada en 1276 por el sultán meriní Abu Yúsuf Yaaqub ibn Abd al-Haqq. La ciudad fue construida con un perímetro de murallas dobles, que en algunas zonas (por ejemplo, al este y al oeste) corrían juntas mientras que en otras (al norte y al sur) divergían entre sí. Entre los muros interior y exterior del sur de la ciudad había un distrito conocido originalmente como Hims, que albergaba los regimientos de arqueros sirios del sultán. Bab al-Amer fue la puerta occidental original de este distrito. El nombre de la puerta significa "Puerta del Orden", probablemente en referencia a los cuarteles de los guardias de la ciudad ubicados cerca de ella en ese momento. Un acueducto que traía agua desde la fuente de 'Ain al-'Omair también pasaba por la ciudad cerca de la ubicación de la puerta.

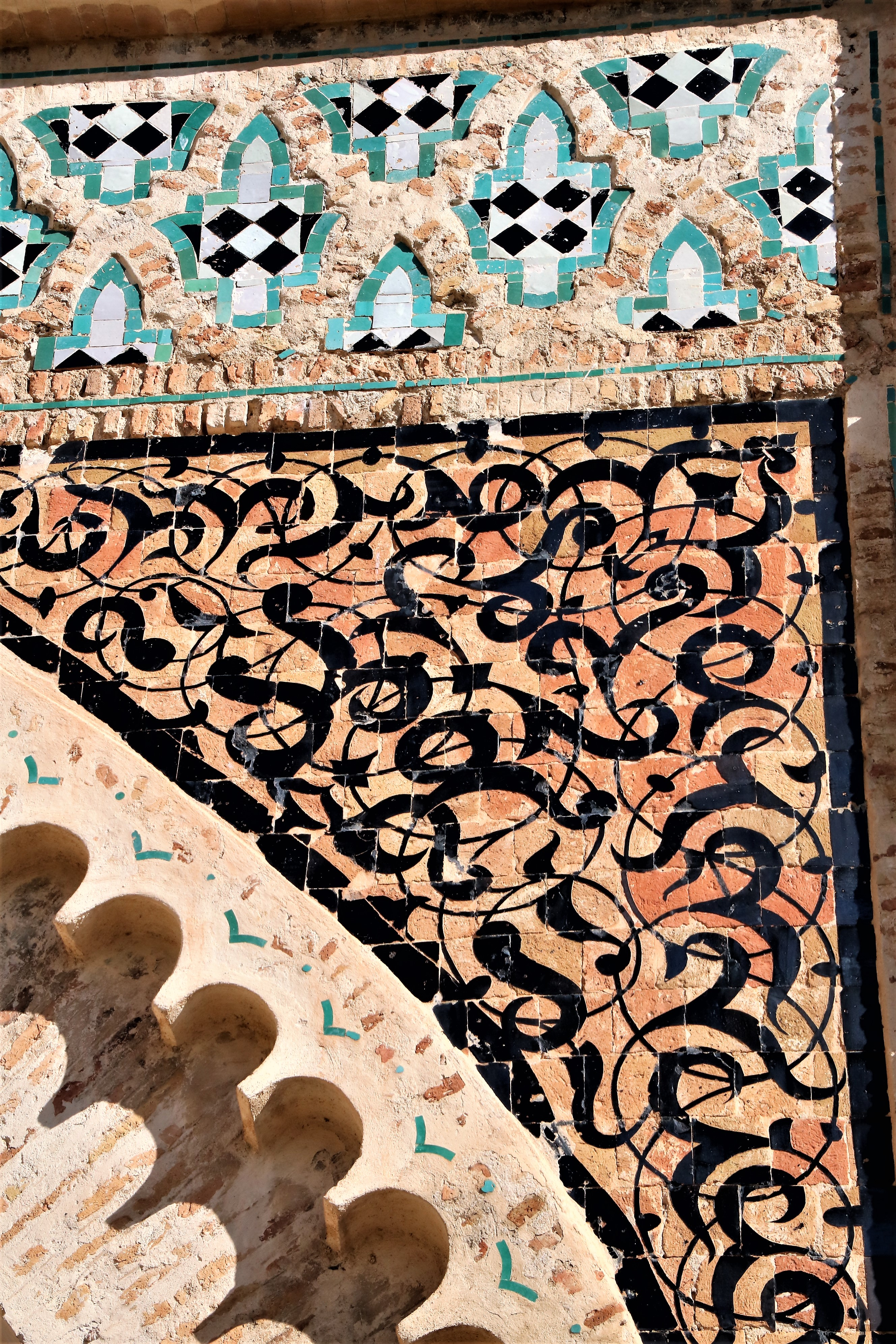
Detalles de la decoración de la puerta.

En algún momento antes de finales del siglo XVI, el distrito de Hims se convirtió en el barrio judío (Mellah) de la ciudad. Uno de los tres cementerios judíos se estableció dentro de la puerta al noroeste (en el sitio de la actual Place des Alaouites), mientras que otro cementerio (el actual cementerio judío restante) se estableció mucho más tarde al este. Lo más probable es que durante el período saadí se construyera un bastión conocido como Borj al-Mahres justo al sur de Bab al-Amer, como fortificación defensiva en la esquina suroeste de la ciudad. El bastión fue posteriormente demolido, junto con algunas de las murallas circundantes, por orden del gobernador Hamdoun er-Rusi, designado por el sultán Moulay Abdallah durante su primer reinado (1729-1734), durante un período de disturbios y represión.
Después de la instauración del protectorado francés en 1912, se realizaron importantes cambios en la zona. Como la administración francesa consideró que la puerta era demasiado estrecha e incómoda para el tráfico, demolió el acueducto cercano y gran parte de la muralla circundante para construir la carretera principal que ahora pasa junto a ella. También crearon una gran plaza abierta en el sitio del antiguo cementerio judío al noroeste, que pasó a ser conocido como Place du Commerce, y que hoy se conoce como Place des Alaouites. A finales de la década de 1960 y principios de la de 1970, el rey Hasán II ordenó la creación de una nueva entrada al Palacio Real (Dar al-Makhzen) desde la Place des Alaouites, momento en el que se construyeron aquí las ahora famosas puertas del palacio.